# Peter Olayinka
Peter Olayinka, né le 16 novembre 1995 à Ibadan au Nigeria, est un footballeur international nigérian. Il évolue à l'Étoile rouge de Belgrade au poste d'attaquant.

## Biographie
Il participe à la Ligue des champions et à la Ligue Europa avec l'équipe albanaise du Skënderbeu Korçë. Avec cette équipe, il inscrit 10 buts en première division lors de la saison 2015-2016.

## Palmarès
- Champion de Tchéquie en 2019,2020 et 2021 avec le Slavia Prague
- Vice-champion de Tchéquie en 2018 avec le Slavia Prague
- Vainqueur de la Coupe de Tchéquie en 2018 et 2019 avec le Slavia Prague
- Vainqueur de la Supercoupe tchéco-slovaque en 2019 avec le Slavia Prague